# Stictomischus japonicus
Stictomischus japonicus är en stekelart som beskrevs av Kamijo 1960. Stictomischus japonicus ingår i släktet Stictomischus och familjen puppglanssteklar. Inga underarter finns listade i Catalogue of Life.